# گیاهان چین
گیاهان چین (به انگلیسی: Flora of China)، یک نشریه علمی است که هدف آن توصیف گیاهان بومی چین است.
این پروژه تلاش علمی مشترک برای انتشار اولین بار شرحی از ۳۱۰۰۰ گونه از آوندداران چین به زبان انگلیسی مدرن است. این تعداد شامل ۸۰۰۰ گونه از گیاهان دارویی و مهم از نظر اقتصادی و حدود ۷۵۰۰ گونه از درختان و درختچه‌ها است.
کتاب «گیاهان چین» این گونه‌ها را توصیف کرده و مستند می‌کند.